# چون باد
چون باد فیلمی به کارگردانی  و نویسندگی محمدعلی سجادی ساخته شده در سال ۱۳۶۷ است.

## بازیگران
- حسین کسبیان
- مهدی میامی
- عذرا ابدالی
- بهزاد نصراصفهانی
- حمید لبخنده
- فاضل اجبوری
- جمشید ترکیان
- داریوش بابائیان
- عباس اثناعشر
- حسینعلی آذری
- عصمت دوات ساز
- نعمت صادقی
- سیدعباس صادقی
- کرامت درخشنده